# 中国法制出版社
中国法制出版社位于北京市西城区，隶属于中华人民共和国司法部（原为中华人民共和国国务院法制办公室所属）。于1989年6月10日经新闻出版署批准成立，2010年10月由事业单位转制为全民所有制企业，2019年2月改制为中国法制出版社有限公司。是中华人民共和国的“国家法律法规标准文本的权威出版机构、法律专业信息服务提供商。”2024年6月，中国法制出版社有限公司更名为中国法治出版社有限公司。